# روسلان خمچاک
روسلان بوریسوویچ خمچاک (اوکراینی: Русла́н Бори́сович Хомча́к) یک فرمانده ارتش اوکراین است که به عنوان معاون نخست دبیر شورای امنیت ملی و دفاع اوکراین و فرمانده سابق فرمانده کل نیروهای مسلح اوکراین، تا ۲۸ مارس ۲۰۲۰ نیز خدمت کرده‌است.
وی پیش از این از ۲۱ می ۲۰۱۹، تصدی پست فرماندهی کل نیروهای مسلح اوکراین را همراه با پست رئیس ستاد کل داشت. در ۲۸ مارس ۲۰۲۰، بر پایه فرمان رئیس‌جمهور ولودیمیر زلنسکی، پست‌های فرمانده کل و رئیس ستاد کل ارتش از هم جدا شدند. در این روز زلنسکی خمچاک را از سمت رئیس ستاد کل برکنار کرد و او را به عنوان فرمانده کل نیروهای مسلح منصوب کرد و همزمان سرهی کورنیچوک را به عنوان رئیس ستاد کل منصوب کرد.
در ۲۷ ژوئیه ۲۰۲۱ روسلان خمچاک از سمت فرماندهی کل نیروهای مسلح اوکراین برکنار و به عنوان معاون اول دبیر شورای امنیت ملی و دفاع اوکراین منصوب شد.

## زندگی‌نامه
خمچاک در ۵ ژوئن ۱۹۶۷ در لویو به دنیا آمد. او در سال ۱۹۸۸ از مدرسه فرماندهی عالی نظامی مسکو فارغ‌التحصیل شد. خمچاک سپس بین سالهای ۱۹۸۸ و ۱۹۹۲ در آلمان شرقی و در بلاروس خدمت کرد.
پس از استقلال اوکراین در سال ۱۹۹۱، خمچاک فرمانده نظامی نیروهای مسلح اوکراین شد. خمچاک از سال ۱۳۷۲ تا ۱۳۷۹ در تیپ ۲۴ مکانیزه خدمت کرد. او از سال ۲۰۱۳ به درجه سپهبدی ارتقا یافت، و در جنگ دونباس شرکت کرد.

## خانواده
خمچاک با آنا کووالنکو ازدواج کرده‌است. کووالنکو یک فعال مدنی، روزنامه‌نگار، شرکت کننده فعال یورومیدان، مشاور سابق سه وزیر دفاع اوکراین و وزیر سیاست اطلاعات اوکراین است. او از ۱۳ اکتبر ۲۰۲۰ تا ۴ اوت ۲۰۲۱ رئیس اداره ایالتی منطقه ای چرنیهف بود.